# Cyphomyia abana
Cyphomyia abana är en tvåvingeart som beskrevs av Charles Howard Curran 1929. Cyphomyia abana ingår i släktet Cyphomyia och familjen vapenflugor. Inga underarter finns listade i Catalogue of Life.